# Heterobranchia
Heterobranchia (лат.) — подкласс брюхоногих моллюсков (Gastropoda). Группа выделена на основе строения жабр и включает большинство современных видов брюхоногих моллюсков. Ранние авторы помещали в Heterobranchia лишь морские виды и рассматривали этот таксон как переходную группу между заднежаберными и лёгочными моллюсками и всеми прочими представителями класса.

## Классификация
На декабрь 2017 года в подкласс включают 2 инфракласса:
- Инфракласс Opisthobranchia — Заднежаберные моллюски
- Инфракласс Pulmonata — Лёгочные моллюски
- Группа incertae sedis

Ранее выделяли инфракласс Heterostropha, но позже все его подчинённые таксоны перенесены в группу incertae sedis.